# Kunsthalle Basel
Kunsthalle Basel – ośrodek sztuki w Bazylei, założony w 1872 roku, prowadzony przez Basler Kunstverein; galeria sztuki współczesnej i miejsce spotkań artystów, krytyków i kolekcjonerów.

## Historia
Kunsthalle Basel została otwarta w 1872 roku jako miejsce spotkań dla artystów i kolekcjonerów i centrum wystawiennicze Basler Kunstverein . Mieści się w neoklasycznym gmachu projektu Johanna Jakoba Stehlina (1826–1894), w sąsiedztwie teatru miejskiego (niem. Theater Basel) i domu koncertowego (niem. Stadtcasino Basel) .
Początkowo Kunsthalle była wykorzystywana głównie do przechowywania i prezentacji kolekcji sztuki Basler Kunstverein . Z czasem stała się ośrodkiem wystawienniczym, organizowano tu wystawy indywidualne m.in. Ernsta Ludwiga Kirchnera (1880–1938) w 1923 roku, Vincenta van Gogha (1853–1890) w 1924 roku, Marca Chagalla (1887–1985) w 1933 roku, Emila Nolde (1867–1956) w 1928 roku czy Pieta Mondriana (1872–1944) w 1947 roku .
Na parterze mieściła się stała kolekcja Kunstverein, biblioteka i sale konferencyjne, na piętrze – wystawy czasowe a w piwnicy klub . Do gmachu głównego przylegały pracownie rzeźbiarskie .
Z powodu wysokich kosztów utrzymania budynku Basler Kunstverein wynajęła część pomieszczeń państwu, które umieściło tu tymczasowo narodowe zbiory sztuki . W latach 1969–1973 przeprowadzono gruntowny remont gmachu . W 2004 roku budynek został zmodernizowany .

## Dyrektorzy Kunsthalle
Kunsthalle prowadzili :
- 1909–1934 Wilhelm Barth
- 1934–1949 Lucas Lichtenhan
- 1949–1955 Robert Thomas Stoll
- 1955–1967 Arnold Rüdlinger
- 1968–1973 Peter F. Althaus
- 1974–1976 Carlo Huber
- 1976–1978 Werner von Mutzenbecher i Maria Netter
- 1978–1988 Jean-Christophe Ammann
- 1988–1995 Thomas Kellein
- 1996–2002 Peter Pakesch
- 2003–2014 Adam Szymczyk
- od 2014 Elena Filipovic